# 셰슈페강

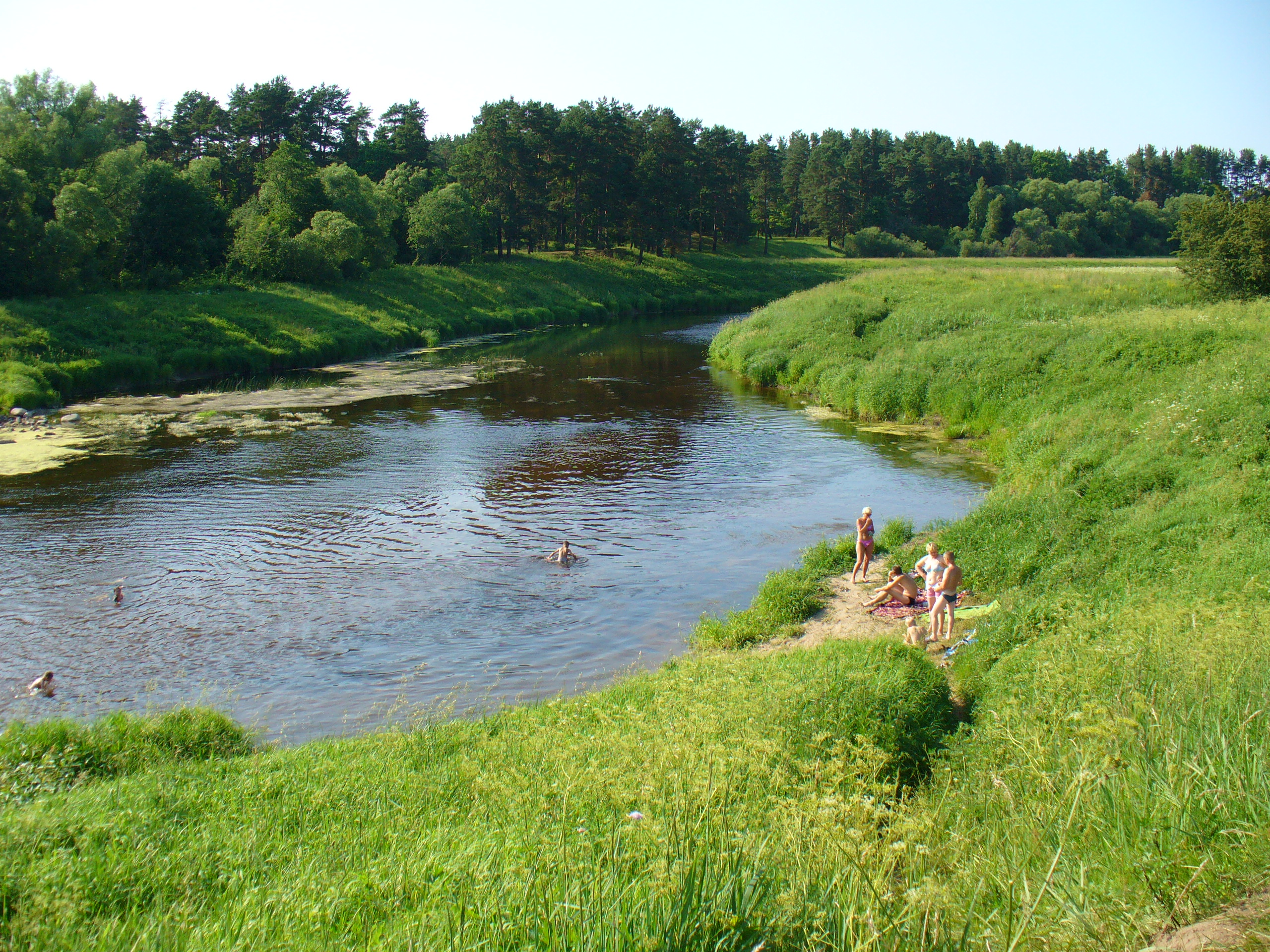

셰슈페강(리투아니아어: Šešupė; 폴란드어: Szeszupa; 러시아어: Шешупе; 독일어: Scheschup(p)e)은 리투아니아, 폴란드, 러시아를 경유해서 흐르는 강이다. 네만강의 지류이고 수바우키(Suwałki)가 발원지이다. 칼리닌그라드주와 리투아니아를 통과해서 흐른다. 셰슈페강에 접한 항구는 네만항이다.